# Hillerødmotorvejen
De Hillerødmotorvejen (Nederlands: Hillerødautosnelweg) is een autosnelweg in Denemarken, die de hoofdstad Kopenhagen met Allerød verbindt. Onderweg wordt bij Knooppunt Gladsaxe de Motorring 3 gekruist. Vanaf Allerød loopt de weg verder naar Hillerød als driestrooks autoweg.
Administratief is de Hillerødmotorvejen bekend onder het nummer M13. De bewegwijzering maakt echter gebruik van het nummer waar de Hillerødmotorvejen onderdeel van is, de Primærrute 16.

## Geschiedenis
Het eerste wegvak tussen Skovbrynet en Herlev is in 1968 geopend, het laatste wegvak van de Hillerødmotorvejen tussen Farum en Allerød werd in 1978 geopend. De weg is over de gehele lengte uitgevoerd als vierstrooksweg (2×2).